# Raciąż
Raciąż là một thị trấn thuộc huyện Płoński, tỉnh Mazowieckie ở trung-đông Ba Lan. Thị trấn có diện tích 8 km². Đến ngày 1 tháng 1 năm 2011, dân số của thị trấn là 4642 người và mật độ 553 người/km².